# Roman Szturc
Roman Szturc (* 25. září 1989, Karviná) je český hokejový útočník.

## Hráčská kariéra
- 2007/2008 HC Vítkovice Steel ELH, SK Karviná (2. liga)
- 2008/2009 HC Vítkovice Steel ELH, HC VOKD Poruba (1. liga), HC Slezan Opava (2. liga)
- 2009/2010 HC Vítkovice Steel ELH, HC Havířov Panthers (1. liga), HC Dukla Jihlava (1. liga, play off)
- 2010/2011 HC Vítkovice Steel ELH, HC Olomouc (1. liga)
- 2011/2012 HC Vítkovice Steel ELH
- 2012/2013 HC Vítkovice Steel ELH
- 2013/2014 HC Vítkovice Steel ELH
- 2014/2015 HC Vítkovice Steel ELH
- 2015/2016 HC Vítkovice Steel ELH
- 2016/2017 HC Vítkovice Ridera ELH
- 2017/2018 HC Vítkovice Ridera ELH
- 2018/2019 HC Vítkovice Ridera ELH
- 2019/2020 PSG Berani Zlín, HC Oceláři Třinec ELH, HC RT TORAX Poruba 2011 (1. liga), HC Frýdek-Místek (1. liga)
- 2020-2021 AZ Heimstaden Havířov (1. liga)
- 2021/2022 HC Oceláři Třinec ELH, HC Frýdek-Místek (1. liga)
- 2022/2023 GKS Tychy (PHL)
- 2023/2024 Zagłębie Sosnowiec (PHL)
- 2024/2025 Zagłębie Sosnowiec (PHL)